# Tyler, the Creator-diszkográfia
Tyler, the Creator-diszkográfiájába kilenc stúdióalbum, egy középlemez, 37 kislemez, egy koncertalbum, két hangszeres album és egy videóalbum tartozik.
Tyler első albumát, a Bastardot ingyen adta ki 2009 karácsonyán. Második lemeze, a Goblin 2011-ben jelent meg, három kislemezzel, a Sandwitches-zel, a Yonkersszel, amely népszerű lett a YouTube-on, és a She-vel, Frank Ocean közreműködésével. A Goblin ötödik helyen debütált a Billboard 200-on és méltatták horrorcore stílusát. 2012-ben közreműködött az Odd Future-rel az Oldie és a Rella dalokon. 2013-ban adta ki harmadik lemezét Wolf címen, amelyből első hetében több, mint 100 ezer példány kelt el, és harmadik helyen debütált. Az albumról a Domo23 kislemez jelent meg, és méltatták Tyler produceri munkáját. 2015 áprilisában kiadta negyedik lemezét, a Cherry Bombot, amely a Billboard 200 negyedik helyén debütált és vezette a Top R&B/Hip-Hop Albums, illetve a Top Rap Albums listákat. A lemezen többek között közreműködött Kanye West és Lil Wayne.
A nagy mainstream sikert számára ötödik lemeze, a Flower Boy hozta meg 2017-ben, amelyen közreműködött Frank Ocean, ASAP Rocky és Lil Wayne is. Hatodik lemeze, az Igor 2019. május 17-én jelent meg, több szekértő is egyik legjobb lemezének tartja. Hetedik albuma, a Call Me If You Get Lost 2021. június 25-én jelent meg. Mindkét albuma megnyerte a Legjobb rapalbum Grammy-díjat, 2020-ban és 2022-ben. A Call Me If You Get Lost deluxe kiadása, a The Estate Sale (2023) nyolc bónusz dallal jelent meg, amelyek közül három dal, a Dogtooth, a Sorry Not Sorry és a Wharf Talk is kapott videóklipet. 2024 októberében Tyler megjelentette nyolcadik lemezét, a Chromakopiát, amelyről két kislemez jelent meg, a Noid és a Sticky. Mindössze kilenc hónappal később kiadta kilencedik lemezét, a Don’t Tap the Glasst.

## Albumok

### Stúdióalbumok
| Bastard                                 | - Released: 2009. december 25. - Kiadó: független - Formátum: digitális letöltés                           | —                       | —                       | —                       | —                       | —                       | —                       | —                       | —                       | —                       | —                       |                         | |
| Goblin                                  | - Megjelent: 2011. május 10. - Kiadó: XL - Formátum: CD, hanglemez, digitális letöltés                     | 5                       | 66                      | 16                      | 13                      | —                       | 44                      | —                       | 12                      | —                       | 21                      | - US: 45 000            | - RIAA: Aranylemez - BPI: Ezüstlemez - MC: Aranylemez - RMNZ: Aranylemez                                                                                        |
| Wolf                                    | - Megjelent: 2013. április 2. - Kiadó: Odd Future - Formátum: CD, hanglemez, streaming, digitális letöltés | 3                       | 19                      | 2                       | 10                      | 116                     | 46                      | 30                      | 15                      | —                       | 17                      | - US: 107 000           | - RIAA: Platinalemez - BPI: Ezüstlemez |
| Cherry Bomb                             | - Megjelent: 2015. április 13. - Kiadó: Odd Future - Formátum: CD, hanglemez, digitális letöltés           | 4                       | 13                      | —                       | 3                       | 195                     | 38                      | 23                      | 35                      | —                       | 4                       | - US: 58 000            | - RIAA: Aranylemez |
| Flower Boy                              | - Megjelent: 2017. július 21. - Kiadó: Columbia - Formátum: CD, hanglemez, digitális letöltés, kazetta     | 2                       | 8                       | 2                       | 11                      | 65                      | 7                       | 6                       | 12                      | 20                      | 9                       | - US: 70 000            | - RIAA: 2× Platinalemez - ARIA: Aranylemez - BPI: Aranylemez - GLF: Aranylemez - IFPI DEN: Platinalemez - MC: Platinalemez - RMNZ: 2× Platinalemez - SNEP: Gold |
| Igor                                    | - Megjelent: 2019. május 17. - Kiadó: Columbia - Formátum: CD, hanglemez, digitális letöltés, kazetta      | 1                       | 3                       | 2                       | 4                       | 43                      | 4                       | 2                       | 3                       | 5                       | 4                       | - US: 74 000            | - RIAA: 2× Platinalemez - ARIA: Platinalemez - BPI: Platinalemez - IFPI DEN: Platinalemez - MC: Platinalemez - RMNZ: 2× Platinalemez - SNEP: Aranylemez         |
| Call Me If You Get Lost                 | - Megjelent: 2021. június 25. - Kiadó: Columbia - Formátum: CD, hanglemez, digitális letöltés, cassette    | 1                       | 2                       | 3                       | 3                       | 32                      | 3                       | 2                       | 4                       | 10                      | 4                       | - US: 55 000            | - RIAA: Platinalemez - BPI: Aranylemez - IFPI DEN: Aranylemez - MC: Aranylemez - RMNZ: Platinalemez - SNEP: Aranylemez                                          |
| Chromakopia                             | - Megjelent: 2024. október 28. - Kiadó: Columbia - Formátum: CD, hanglemez, digitális letöltés, kazetta    | 1                       | 1                       | 1                       | 4                       | 19                      | 1                       | 1                       | 2                       | 3                       | 1                       | - US: 142 000           | - BPI: Ezüstlemez - MC: Aranylemez - RMNZ: Aranylemez |
| Don’t Tap the Glass                     | - Megjelent: 2025. július 21. - Kiadó: Columbia - Formátum: CD, hanglemez, digitális letöltés              | Még nem jelent meg adat | Még nem jelent meg adat | Még nem jelent meg adat | Még nem jelent meg adat | Még nem jelent meg adat | Még nem jelent meg adat | Még nem jelent meg adat | Még nem jelent meg adat | Még nem jelent meg adat | Még nem jelent meg adat | Még nem jelent meg adat | Még nem jelent meg adat |
| —: nem jelent meg listákon a területen. | |                         |                         |                         |                         |                         |                         |                         |                         |                         |                         |                         | |

### Videóalbumok
| Cím                                      | Részletek                                              |
| ---------------------------------------- | ------------------------------------------------------ |
| Apple Music Presents: Tyler, the Creator | - Megjelent: 2019. augusztus 13. - Formátum: streaming |

### Hangszeres albumok
| Cím                       | Részletek                                                                           | Albumlisták |
| Cím                       | Részletek                                                                           | US Sales    |
| ------------------------- | ----------------------------------------------------------------------------------- | ----------- |
| Cherry Bomb Instrumentals | - Megjelent: 2018. október 12. - Formátum: digitális letöltés, hanglemez, streaming | 31          |
| Wolf Instrumentals        | - Megjelent: 2023. április 7. - Formátum: digitális letöltés, hanglemez, streaming  | —           |

### Koncertalbumok
| Cím             | Részletek                                                                                             |
| --------------- | --- |
| Live at Splash! | - Megjelent: 2023. szeptember 3. - Kiadó: Creative Concerts - Formátum: digitális letöltés, streaming |

## Középlemezek
| Cím                                                    | Részletek                                                                                     | Albumlisták |
| Cím                                                    | Részletek                                                                                     | US Holiday  |
| ------------------------------------------------------ | --------------------------------------------------------------------------------------------- | ----------- |
| Music Inspired by Illumination & Dr. Seuss’ The Grinch | - Megjelent: 2018. november 16. - Kiadó: Columbia - Formátumok: digitális letöltés, streaming | 34          |

## Kislemezek

### Fő előadóként
| Cím                                                                      | Év   | Slágerlisták | Slágerlisták | Slágerlisták | Slágerlisták | Slágerlisták | Slágerlisták | Slágerlisták | Slágerlisták | Slágerlisták | Slágerlisták | Minősítések | Album                                    |
| Cím                                                                      | Év   | US           | AUS          | CAN          | DEN          | FRA          | IRE          | NZ           | SWE          | UK           | WW           | Minősítések | Album                                    |
| ------------------------------------------------------------------------ | ---- | ------------ | ------------ | ------------ | ------------ | ------------ | ------------ | ------------ | ------------ | ------------ | ------------ | --- | ---------------------------------------- |
| Sandwitches (Hodgy Beats közreműködésével)                               | 2011 | —            | —            | —            | —            | —            | —            | —            | —            | —            | —            | | Goblin                                   |
| Yonkers                                                                  | 2011 | —            | —            | —            | —            | —            | —            | —            | —            | —            | —            | - RIAA: Platinalemez - BPI: Ezüstlemez - MC: Platinalemez - RMNZ: Platinalemez | Goblin                                   |
| She (Frank Ocean közreműködésével)                                       | 2011 | —            | —            | —            | —            | —            | —            | —            | —            | —            | —            | - RIAA: 2× Platinalemez - BPI: Ezüstlemez - MC: Platinalemez - RMNZ: Platinalemez                                                                                                   | Goblin                                   |
| Domo23                                                                   | 2013 | —            | —            | 94           | —            | —            | —            | —            | —            | —            | —            | - RIAA: Aranylemez | Wolf                                     |
| Deathcamp                                                                | 2015 | —            | —            | —            | —            | —            | —            | —            | —            | —            | —            | | Cherry Bomb                              |
| Fucking Young / Perfect                                                  | 2015 | —            | —            | —            | —            | —            | —            | —            | —            | —            | —            | - RIAA: Aranylemez | Cherry Bomb                              |
| Who Dat Boy (ASAP Rocky közreműködésével)                                | 2017 | 87           | 92           | 60           | —            | —            | —            | —            | —            | 93           | —            | - RIAA: Platinalemez - ARIA: Aranylemez - BPI: Ezüstlemez - MC: Platinalemez - RMNZ: Aranylemez                                                                                     | Flower Boy                               |
| 911 / Mr. Lonely                                                         | 2017 | —            | —            | —            | —            | —            | —            | —            | —            | —            | —            | - RIAA: 2× Platinalemez - ARIA: Aranylemez - BPI: Ezüstlemez - MC: Aranylemez - RMNZ: Platinalemez                                                                                  | Flower Boy                               |
| Boredom (Rex Orange County és Anna of the North közreműködésével)        | 2017 | —            | —            | —            | —            | —            | —            | —            | —            | —            | —            | - RIAA: Platinalemez - BPI: Ezüstlemez - MC: Aranylemez - RMNZ: Platinalemez | Flower Boy                               |
| I Ain’t Got Time!                                                        | 2017 | —            | —            | —            | —            | —            | —            | —            | —            | —            | —            | - RIAA: Aranylemez | Flower Boy                               |
| See You Again (Kali Uchis közreműködésével)                              | 2017 | 44           | 28           | 30           | —            | —            | 44           | 13           | —            | 21           | 35           | - RIAA: 6× Platinalemez - ARIA: 6× Platinalemez - BPI: Platinalemez - GLF: Platinalemez - IFPI DEN: Platinalemez - MC: 2× Platinalemez - RMNZ: 4× Platinalemez - SNEP: Platinalemez | Flower Boy                               |
| Okra                                                                     | 2018 | 89           | —            | 70           | —            | —            | —            | —            | —            | —            | —            | - RIAA: Aranylemez - MC: Aranylemez | Nem jelent meg albumon                   |
| 435                                                                      | 2018 | —            | —            | —            | —            | —            | —            | —            | —            | —            | —            | | Nem jelent meg albumon                   |
| Peach Fuzz                                                               | 2018 | —            | —            | —            | —            | —            | —            | —            | —            | —            | —            | | Nem jelent meg albumon                   |
| Potato Salad (with ASAP Rocky)                                           | 2018 | —            | —            | —            | —            | —            | —            | —            | —            | —            | —            | - RIAA: Platinalemez - BPI: Ezüstlemez - RMNZ: Platinalemez | Nem jelent meg albumon                   |
| Earfquake (Playboi Carti közreműködésével)                               | 2019 | 13           | 9            | 16           | 18           | 157          | 18           | 8            | 59           | 17           | —            | - RIAA: 5× Platinalemez - ARIA: Platinalemez - BPI: Platinalemez - IFPI DEN: Aranylemez - MC: 3× Platinalemez - RMNZ: 3× Platinalemez - SNEP: Platinalemez                          | Igor                                     |
| Best Interest                                                            | 2020 | —            | —            | —            | —            | —            | —            | —            | —            | —            | —            | - RIAA: 2× Platinalemez - BPI: Aranylemez - MC: Aranylemez - RMNZ: Platinalemez | Nem jelent meg albumon                   |
| Group B                                                                  | 2020 | —            | —            | —            | —            | —            | —            | —            | —            | —            | —            | | Nem jelent meg albumon                   |
| Tell Me How                                                              | 2021 | —            | —            | —            | —            | —            | —            | —            | —            | —            | —            | | Nem jelent meg albumon                   |
| Lumberjack                                                               | 2021 | 45           | 40           | 38           | —            | —            | 75           | 40           | —            | 48           | 40           | - RIAA: Aranylemez | Call Me If You Get Lost                  |
| WusYaName (YoungBoy Never Broke Again és Ty Dolla Sign közreműködésével) | 2021 | 14           | 22           | 22           | —            | —            | 24           | 14           | —            | 25           | 19           | - RIAA: 2× Platinalemez - BPI: Ezüstlemez - MC: Aranylemez - RMNZ: Aranylemez | Call Me If You Get Lost                  |
| Dogtooth                                                                 | 2023 | 33           | 39           | 36           | —            | —            | 38           | 35           | —            | 39           | 48           | - RIAA: Aranylemez | Call Me If You Get Lost: The Estate Sale |
| Sorry Not Sorry                                                          | 2023 | 48           | —            | 53           | —            | —            | —            | —            | —            | 63           | 91           | - RIAA: Aranylemez | Call Me If You Get Lost: The Estate Sale |
| Noid                                                                     | 2024 | 10           | 13           | 22           | —            | —            | 12           | 14           | 96           | 16           | 73           | - MC: Aranylemez | Chromakopia                              |
| Sticky (GloRilla, Sexyy Red és Lil Wayne közreműködésével)               | 2024 | 10           | 33           | 26           | —            | —            | 63           | 25           | —            | 57           | 23           | - MC: Platinalemez | Chromakopia                              |
| —: nem jelent meg listákon a területen.                                  |      |              |              |              |              |              |              |              |              |              |              | |                                          |

### Közreműködőként
| Cím | Év   | Slágerlisták | Slágerlisták | Slágerlisták | Slágerlisták | Slágerlisták | Slágerlisták | Slágerlisták | Slágerlisták | Minősítések                                               | Album                       |
| Cím | Év   | US           | US R&B/HH    | US R&B       | CAN          | NZ Hot       | IRE          | UK           | WW           | Minősítések                                               | Album                       |
| --- | ---- | ------------ | ------------ | ------------ | ------------ | ------------ | ------------ | ------------ | ------------ | --------------------------------------------------------- | --------------------------- |
| Trouble on My Mind (Pusha T; Tyler, the Creator közreműködésével)                                         | 2011 | —            | —            | —            | —            | —            | —            | —            | —            |                                                           | Fear of God II: Let Us Pray |
| Whoa (Earl Sweatshirt; Tyler, the Creator közreműködésével)                                               | 2013 | —            | 46           | —            | —            | —            | —            | —            | —            |                                                           | Doris                       |
| Go (Gas) (Domo Genesis; Wiz Khalifa, Juicy J és Tyler, the Creator közreműködésével)                      | 2016 | —            | —            | —            | —            | —            | —            | —            | —            |                                                           | Genesis                     |
| Telephone Calls (ASAP Mob; ASAP Rocky, Tyler, the Creator, Playboi Carti és Yung Gleesh közreműködésével) | 2016 | —            | —            | —            | —            | —            | —            | —            | —            | - RIAA: Aranylemez                                        | Cozy Tapes Vol. 1: Friends  |
| Biking (Frank Ocean; Jay-Z és Tyler, the Creator közreműködésével)                                        | 2017 | —            | —            | 18           | —            | —            | —            | —            | —            | - BPI: Ezüstlemez - RMNZ: Platinalemez                    | Nem jelent meg albumon      |
| After the Storm (Kali Uchis; Tyler, the Creator és Bootsy Collins közreműködésével)                       | 2018 | —            | —            | 16           | —            | —            | —            | —            | —            | - RIAA: Platinalemez - BPI: Aranylemez - RMNZ: Aranylemez | Isolation                   |
| U Say (GoldLink; Tyler, the Creator és Jay Prince közreműködésével)                                       | 2019 | —            | —            | —            | —            | —            | —            | —            | —            |                                                           | Diaspora                    |
| Castaway (Yuna; Tyler, the Creator közreműködésével)                                                      | 2019 | —            | —            | —            | —            | —            | —            | —            | —            |                                                           | Rouge                       |
| Fuego (Channel Tres; Tyler, the Creator közreműködésével)                                                 | 2020 | —            | —            | —            | —            | —            | —            | —            | —            |                                                           | I Can't Go Outside          |
| Gravity (Brent Faiyaz; Tyler, the Creator közreműködésével)                                               | 2021 | 71           | 26           | 7            | 87           | 3            | 90           | 60           | 103          | - RMNZ: Aranylemez                                        | Wasteland                   |
| Cash In Cash Out (Pharrell Williams; 21 Savage és Tyler, the Creator közreműködésével)                    | 2022 | 26           | 5            | —            | 33           | 4            | —            | 73           | 41           | - RIAA: Platinalemez                                      | Nem jelent meg albumon      |
| Cracc Era (Maxo Kream; Tyler, the Creator közreműködésével)                                               | 2024 | —            | —            | —            | —            | —            | —            | —            | —            |                                                           | Personification             |
| —: nem jelent meg listákon a területen.                                                                   |      |              |              |              |              |              |              |              |              |                                                           |                             |

## Más slágerlistán szerepelt dalok
| Cím                                                                                  | Év   | Slágerlisták | Slágerlisták | Slágerlisták | Slágerlisták | Slágerlisták | Slágerlisták | Slágerlisták | Slágerlisták | Slágerlisták | Slágerlisták | Minősítések                                                   | Album                                    |
| Cím                                                                                  | Év   | US           | US R&B/HH    | US Rap       | AUS          | CAN          | IRE          | NZ           | UK           | UK R&B       | WW           | Minősítések                                                   | Album                                    |
| ------------------------------------------------------------------------------------ | ---- | ------------ | ------------ | ------------ | ------------ | ------------ | ------------ | ------------ | ------------ | ------------ | ------------ | ------------------------------------------------------------- | ---------------------------------------- |
| Martians vs. Goblins (The Game; Lil Wayne és Tyler, The Creator közreműködésével)    | 2011 | 100          | —            | —            | —            | —            | —            | —            | —            | —            | —            |                                                               | The R.E.D. Album                         |
| Rella (Odd Future; Hodgy Beats, Domo Genesis és Tyler, The Creator közreműködésével) | 2012 | —            | —            | —            | —            | —            | —            | —            | —            | —            | —            |                                                               | The OF Tape Vol. 2                       |
| IFHY (Pharrell közreműködésével)                                                     | 2013 | —            | 47           | —            | —            | —            | —            | —            | —            | —            | —            | - RIAA: Platina - RMNZ: Arany                                 | Wolf                                     |
| Jamba (Hodgy Beats közreműködésével)                                                 | 2013 | —            | —            | —            | —            | —            | —            | —            | —            | —            | —            |                                                               | Wolf                                     |
| Tamale                                                                               | 2013 | —            | —            | —            | —            | —            | —            | —            | —            | —            | —            | - RIAA: Arany                                                 | Wolf                                     |
| Answer                                                                               | 2013 | —            | —            | —            | —            | —            | —            | —            | —            | —            | —            | - RIAA: Arany                                                 | Wolf                                     |
| O.K. (Mac Miller; Tyler, The Creator közreműködésével)                               | 2013 | —            | —            | —            | —            | —            | —            | —            | —            | —            | —            |                                                               | Watching Movies with the Sound Off       |
| The Purge (Schoolboy Q; Tyler, the Creator és Kurupt közreműködésével)               | 2014 | —            | —            | —            | —            | —            | —            | —            | —            | —            | —            |                                                               | Oxymoron                                 |
| Smuckers (Lil Wayne és Kanye West közreműködésével)                                  | 2015 | —            | —            | —            | —            | —            | —            | —            | —            | —            | —            | - RIAA: Arany                                                 | Cherry Bomb                              |
| Foreword (Rex Orange County közreműködésével)                                        | 2017 | —            | —            | —            | —            | —            | —            | —            | —            | —            | —            | - RIAA: Arany                                                 | Flower Boy                               |
| Where This Flower Blooms (Frank Ocean közreműködésével)                              | 2017 | —            | —            | —            | —            | —            | —            | —            | —            | —            | —            | - RIAA: Platina - MC: Arany - RMNZ: Arany                     | Flower Boy                               |
| Glitter                                                                              | 2017 | —            | —            | —            | —            | —            | —            | —            | —            | —            | —            | - RIAA: Platina - RMNZ: Arany                                 | Flower Boy                               |
| Pothole (Jaden Smith közreműködésével)                                               | 2017 | —            | —            | —            | —            | —            | —            | —            | —            | —            | —            | - RIAA: Arany                                                 | Flower Boy                               |
| November                                                                             | 2017 | —            | —            | —            | —            | —            | —            | —            | —            | —            | —            | - RIAA: Arany                                                 | Flower Boy                               |
| Garden Shed (Estelle közreműködésével)                                               | 2017 | —            | —            | —            | —            | —            | —            | —            | —            | —            | —            | - RIAA: Arany                                                 | Flower Boy                               |
| Igor’s Theme                                                                         | 2019 | 67           | 33           | —            | 45           | 68           | 34           | —            | 41           | 19           | —            | - RIAA: Arany - MC: Arany                                     | Igor                                     |
| I Think                                                                              | 2019 | 51           | 22           | 18           | 30           | 51           | 28           | 30           | 30           | 12           | —            | - RIAA: Platina - MC: Platina - BPI: Ezüst - RMNZ: Arany      | Igor                                     |
| Running Out of Time                                                                  | 2019 | 65           | 32           | —            | 48           | 69           | 93           | —            | —            | 21           | —            | - RIAA: Platina - MC: Arany - RMNZ: Arany                     | Igor                                     |
| New Magic Wand                                                                       | 2019 | 70           | 34           | —            | 53           | 73           | —            | —            | —            | —            | —            | - RIAA: 2× Platina - BPI: Arany - MC: Platina - RMNZ: Platina | Igor                                     |
| A Boy Is a Gun                                                                       | 2019 | 74           | 36           | —            | 56           | 75           | —            | —            | —            | —            | —            | - RIAA: Platina - MC: Arany - RMNZ: Arany                     | Igor                                     |
| Puppet                                                                               | 2019 | 88           | 43           | —            | 74           | 90           | —            | —            | —            | —            | —            | - RIAA: Arany                                                 | Igor                                     |
| What's Good                                                                          | 2019 | 85           | 41           | —            | 62           | 80           | —            | —            | —            | —            | —            | - RIAA: Arany                                                 | Igor                                     |
| Gone, Gone / Thank You                                                               | 2019 | —            | —            | —            | 79           | —            | —            | —            | —            | —            | —            | - RIAA: 2× Platina - BPI: Ezüst - MC: Platina - RMNZ: Arany   | Igor                                     |
| I Don’t Love You Anymore                                                             | 2019 | —            | —            | —            | —            | —            | —            | —            | —            | —            | —            | - RIAA: Arany                                                 | Igor                                     |
| Are We Still Friends?                                                                | 2019 | —            | —            | —            | —            | —            | —            | —            | —            | —            | —            | - RIAA: 3× Platina - BPI: Ezüst - MC: Arany - RMNZ: Platina   | Igor                                     |
| Noize (Jaden; Tyler, the Creator közreműködésével)                                   | 2019 | —            | —            | —            | —            | —            | —            | —            | —            | —            | —            |                                                               | Erys                                     |
| T.D (Lil Yachty és Tierra Whack; ASAP Rocky és Tyler, the Creator közreműködésével)  | 2020 | 83           | 34           | —            | —            | —            | —            | —            | —            | —            | —            |                                                               | Lil Boat 3                               |
| Sir Baudelaire (DJ Drama közreműködésével)                                           | 2021 | 59           | 26           | 23           | 67           | 60           | —            | —            | —            | —            | 60           |                                                               | Call Me If You Get Lost                  |
| Corso                                                                                | 2021 | 55           | 22           | 19           | 57           | 47           | —            | —            | 53           | 19           | 54           | - RIAA: Arany                                                 | Call Me If You Get Lost                  |
| Lemonhead (42 Dugg közreműködésével)                                                 | 2021 | 42           | 15           | 12           | 51           | 35           | 48           | —            | —            | —            | 41           | - RIAA: Arany                                                 | Call Me If You Get Lost                  |
| Hot Wind Blows (Lil Wayne közreműködésével)                                          | 2021 | 48           | 19           | 16           | 58           | 49           | —            | —            | —            | 20           | 46           | - RIAA: Arany                                                 | Call Me If You Get Lost                  |
| Massa                                                                                | 2021 | 66           | 31           | —            | 77           | 67           | —            | —            | —            | —            | 72           |                                                               | Call Me If You Get Lost                  |
| RunItUp (Teezo Touchdown közreműködésével)                                           | 2021 | 68           | 32           | —            | 92           | 70           | —            | —            | —            | —            | 77           | - RIAA: Arany                                                 | Call Me If You Get Lost                  |
| Manifesto (Domo Genesis közreműködésével)                                            | 2021 | 84           | 35           | —            | —            | 93           | —            | —            | —            | —            | 109          |                                                               | Call Me If You Get Lost                  |
| Sweet / I Thought You Wanted to Dance (Brent Faiyaz és Fana Hues közreműködésével)   | 2021 | 60           | 27           | 24           | 69           | 61           | —            | —            | —            | —            | 62           | - RIAA: Platina - RMNZ: Arany                                 | Call Me If You Get Lost                  |
| Momma Talk                                                                           | 2021 | —            | —            | —            | —            | —            | —            | —            | —            | —            | —            |                                                               | Call Me If You Get Lost                  |
| Rise! (Daisy World közreműködésével)                                                 | 2021 | 99           | 45           | —            | —            | —            | —            | —            | —            | —            | 145          |                                                               | Call Me If You Get Lost                  |
| Blessed                                                                              | 2021 | —            | —            | —            | —            | —            | —            | —            | —            | —            | —            |                                                               | Call Me If You Get Lost                  |
| Juggernaut (Lil Uzi Vert és Pharrell Williams közreműködésével)                      | 2021 | 40           | 14           | 11           | 49           | 30           | —            | 36           | —            | —            | 38           | - RIAA: Arany                                                 | Call Me If You Get Lost                  |
| Wilshire                                                                             | 2021 | 95           | 41           | —            | —            | —            | —            | —            | —            | —            | 131          |                                                               | Call Me If You Get Lost                  |
| Safari                                                                               | 2021 | —            | —            | —            | —            | —            | —            | —            | —            | —            | —            |                                                               | Call Me If You Get Lost                  |
| Neon Peach (Snoh Aalegra; Tyler, the Creator közreműködésével)                       | 2021 | —            | —            | —            | —            | —            | —            | —            | —            | —            | —            |                                                               | Temporary Highs in the Violet Skies      |
| Here We Go... Again (The Weeknd; Tyler, the Creator közreműködésével)                | 2022 | 52           | 19           | —            | 46           | 21           | —            | —            | —            | —            | 26           |                                                               | Dawn FM                                  |
| Lost and Found Freestyle 2019 (Nigóval és ASAP Rockyval)                             | 2022 | —            | 40           | —            | —            | 89           | —            | —            | —            | —            | —            |                                                               | I Know Nigo!                             |
| Come On, Let’s Go (Nigóval)                                                          | 2022 | —            | 35           | —            | —            | —            | —            | —            | —            | —            | —            |                                                               | I Know Nigo!                             |
| Stuntman (Vince Staples közreműködésével)                                            | 2023 | —            | 39           | —            | —            | —            | —            | —            | —            | —            | —            |                                                               | Call Me If You Get Lost: The Estate Sale |
| What a Day                                                                           | 2023 | —            | 38           | 25           | —            | —            | —            | —            | —            | —            | —            |                                                               | Call Me If You Get Lost: The Estate Sale |
| Wharf Talk (ASAP Rocky közreműködésével)                                             | 2023 | 89           | 28           | —            | —            | 91           | —            | —            | —            | —            | —            |                                                               | Call Me If You Get Lost: The Estate Sale |
| Heaven to Me                                                                         | 2023 | —            | 37           | 24           | —            | —            | —            | —            | —            | —            | —            |                                                               | Call Me If You Get Lost: The Estate Sale |
| Boyfriend, Girlfriend (2020 Demo) (YG közreműködésével)                              | 2023 | —            | 43           | —            | —            | —            | —            | —            | —            | —            | —            |                                                               | Call Me If You Get Lost: The Estate Sale |
| St. Chroma (Daniel Caesar közreműködésével)                                          | 2024 | 7            | 1            | 1            | 15           | 21           | 10           | 11           | 15           | —            | 10           | - MC: Arany                                                   | Chromakopia                              |
| Rah Tah Tah                                                                          | 2024 | 16           | 5            | 5            | 25           | 31           | 27           | 27           | —            | —            | 26           | - MC: Arany                                                   | Chromakopia                              |
| Darling, I (Teezo Touchdown közreműködésével)                                        | 2024 | 15           | 4            | 4            | 24           | 29           | 29           | 19           | 24           | —            | 24           | - MC: Arany                                                   | Chromakopia                              |
| Hey Jane                                                                             | 2024 | 33           | 12           | 8            | 53           | 51           | —            | —            | —            | —            | 39           |                                                               | Chromakopia                              |
| I Killed You                                                                         | 2024 | 46           | 18           | 13           | 68           | 55           | —            | —            | —            | —            | 56           |                                                               | Chromakopia                              |
| Judge Judy                                                                           | 2024 | 40           | 15           | 11           | 64           | 54           | —            | —            | —            | —            | 51           |                                                               | Chromakopia                              |
| Take Your Mask Off (Daniel Caesar és LaToiya Williams közreműködésével)              | 2024 | 42           | 16           | 12           | 63           | 53           | —            | —            | —            | —            | 54           |                                                               | Chromakopia                              |
| Tomorrow                                                                             | 2024 | 53           | 20           | 14           | 89           | 63           | —            | —            | —            | —            | 83           |                                                               | Chromakopia                              |
| Thought I Was Dead (Schoolboy Q és Santigold közreműködésével)                       | 2024 | 32           | 11           | 7            | 58           | 49           | —            | —            | —            | —            | 41           |                                                               | Chromakopia                              |
| Like Him (Lola Young közreműködésével)                                               | 2024 | 29           | 6            | —            | 55           | 43           | 28           | 28           | 30           | —            | 37           | - BPI: Ezüst - MC: Platina                                    | Chromakopia                              |
| Balloon (Doechii közreműködésével)                                                   | 2024 | 56           | 20           | 15           | —            | 68           | —            | —            | —            | —            | 90           |                                                               | Chromakopia                              |
| I Hope You Find Your Way Home                                                        | 2024 | 65           | 25           | 18           | —            | 78           | —            | —            | —            | —            | 132          |                                                               | Chromakopia                              |
| —: nem jelent meg listákon a területen.                                              |      |              |              |              |              |              |              |              |              |              |              |                                                               |                                          |

## Vendégszereplések
| Cím                                         | Év   | További előadó(k)                                         | Album                                                                |
| ------------------------------------------- | ---- | --------------------------------------------------------- | -------------------------------------------------------------------- |
| Why Don't We Fall in Love                   | 2007 | Casey Veggies                                             | Customized Greatly Vol. 1                                            |
| BlaccFriday                                 | 2010 | MellowHype, Mike G                                        | YelloWhite                                                           |
| Rasta                                       | 2010 | MellowHype                                                | YelloWhite                                                           |
| Couch                                       | 2010 | Earl Sweatshirt                                           | Earl                                                                 |
| Pigions                                     | 2010 | Earl Sweatshirt                                           | Earl                                                                 |
| Timeless                                    | 2010 | Mike G                                                    | Ali                                                                  |
| BlaccFriday                                 | 2010 | Mike G, MellowHype                                        | Ali                                                                  |
| Rolling Papers                              | 2010 | Domo Genesis                                              | Rolling Papers                                                       |
| Super Market                                | 2010 | Domo Genesis                                              | Rolling Papers                                                       |
| Fuck Police                                 | 2010 | MellowHype                                                | BlackenedWhite                                                       |
| Chordoroy                                   | 2010 | MellowHype, Earl Sweatshirt                               | BlackenedWhite                                                       |
| DTA                                         | 2010 | Casey Veggies                                             | Sleeping in Class                                                    |
| Welcome Home Son                            | 2010 | The Jet Age of Tomorrow, Casey Veggies                    | The Journey to the 5th Echelon                                       |
| Martians vs. Goblins                        | 2011 | Game, Lil Wayne                                           | The R.E.D. Album                                                     |
| Whole City Behind Us                        | 2011 | Domo Genesis                                              | Under the Influence                                                  |
| Oooh                                        | 2011 | Pusha T, Hodgy Beats, Liva Don                            | Play Cloths Holiday 2011                                             |
| PNCINTLOFWGKTA                              | 2012 | Casey Veggies, Domo Genesis, Hodgy Beats, Earl Sweatshirt | Customized Greatly Vol. 3                                            |
| Golden Girl                                 | 2012 | Frank Ocean                                               | Channel Orange                                                       |
| No Idols                                    | 2012 | Domo Genesis, The Alchemist                               | No Idols                                                             |
| I'ma Hata                                   | 2012 | DJ Drama, Waka Flocka Flame, Derez De’Shon                | Quality Street Music                                                 |
| Blossom & Burn                              | 2012 | Trash Talk, Hodgy Beats                                   | 119                                                                  |
| O.K.                                        | 2013 | Mac Miller                                                | Watching Movies with the Sound Off                                   |
| Sasquatch                                   | 2013 | Earl Sweatshirt                                           | Doris                                                                |
| Garbage                                     | 2013 | N/A                                                       | The Music of Grand Theft Auto V                                      |
| Remix                                       | 2013 | MellowHigh                                                | MellowHigh                                                           |
| The Purge                                   | 2014 | ScHoolboy Q, Kurupt                                       | Oxymoron                                                             |
| Palace/Curse                                | 2015 | The Internet, Steve Lacy                                  | Ego Death                                                            |
| RIP                                         | 2015 | Casey Veggies                                             | Live & Grow                                                          |
| Telephone Calls                             | 2016 | A$AP Mob                                                  | Cozy Tapes Vol. 1: Friends                                           |
| You’re a Mean One, Mr. Grinch               | 2018 | N/A                                                       | Dr. Seuss’ The Grinch: Original Motion Picture Soundtrack            |
| I Am the Grinch                             | 2018 | Fletcher Jones                                            | Dr. Seuss’ The Grinch: Original Motion Picture Soundtrack            |
| NAGA                                        | 2018 | $ilkMoney                                                 | I Hate My Life and I Really Wish People Would Stop Telling Me Not To |
| Kitt-Katt                                   | 2018 | $ilkMoney                                                 | I Hate My Life and I Really Wish People Would Stop Telling Me Not To |
| Noize                                       | 2019 | Jaden                                                     | Erys                                                                 |
| Automatic Driver (Tyler, the Creator Remix) | 2020 | La Roux                                                   | Nem jelent meg albumon                                               |
| 327                                         | 2020 | Westside Gunn, Joey Bada$$, Billie Essco                  | Pray for Paris                                                       |
| Something to Rap About                      | 2020 | Freddie Gibbs, The Alchemist                              | Alfredo                                                              |
| T.D                                         | 2020 | Lil Yachty, Tierra Whack, ASAP Rocky                      | Lil Boat 3                                                           |
| Neon Peach                                  | 2021 | Snoh Aalegra                                              | Temporary Highs in the Violet Skies                                  |
| In the Moment                               | 2021 | Snoh Aalegra                                              | Temporary Highs in the Violet Skies                                  |
| The Fly who couldn’t Fly straight           | 2021 | Westside Gunn                                             | Hitler Wears Hermes 8: Side B                                        |
| Here We Go... Again                         | 2022 | The Weeknd                                                | Dawn FM                                                              |
| VIRGINIA Boy (Remix)                        | 2024 | Pharrell Williams                                         | Piece by Piece                                                       |

## Videóklipek

### Fő előadóként
| Cím                                                                                   | Év   | Rendező(k)               |
| ------------------------------------------------------------------------------------- | ---- | ------------------------ |
| Bastard                                                                               | 2010 | Wolf Haley, Taco Bennett |
| French! (Hodgy Beats közreműködésével)                                                | 2010 | Wolf Haley, Taco Bennett |
| VCR                                                                                   | 2010 | Wolf Haley, Taco Bennett |
| Yonkers                                                                               | 2011 | Wolf Haley               |
| She (Frank Ocean közreműködésével)                                                    | 2011 | Wolf Haley               |
| Bitch Suck Dick (Jasper Dolphin és Taco közreműködésével)                             | 2011 | Wolf Haley               |
| Rella (Hodgy Beatsszel és Domo Genesisszel)                                           | 2012 | Wolf Haley               |
| NY (Ned Flander) (Hodgy Beatsszel)                                                    | 2012 | Wolf Haley               |
| Sam (Is Dead) (Domo Genesisszel)                                                      | 2012 | Wolf Haley               |
| Domo23 / Bimmer                                                                       | 2013 | Wolf Haley               |
| IFHY / Jamba                                                                          | 2013 | Wolf Haley               |
| Tamale / Answer                                                                       | 2013 | Wolf Haley               |
| Fucking Young / Deathcamp                                                             | 2015 | Wolf Haley               |
| Buffalo / Find Your Wings                                                             | 2015 | Wolf Haley               |
| Perfect                                                                               | 2015 | Wolf Haley               |
| What the Fuck Right Now                                                               | 2016 | Mikey Alfred             |
| Who Dat Boy / 911 (ASAP Rocky, Steve Lacy és Frank Ocean közreműködésével)            | 2017 | Wolf Haley               |
| Okra                                                                                  | 2018 | Wolf Haley               |
| Potato Salad (ASAP Rocky közreműködésével)                                            | 2018 | Wolf Haley               |
| See You Again / Where This Flower Blooms (Kali Uchis és Frank Ocean közreműködésével) | 2018 | Wolf Haley               |
| Earfquake                                                                             | 2019 | Wolf Haley               |
| A Boy Is a Gun                                                                        | 2019 | Wolf Haley               |
| I Think                                                                               | 2019 | Wolf Haley               |
| Best Interest                                                                         | 2019 | Wolf Haley               |
| Lumberjack                                                                            | 2021 | Wolf Haley               |
| WusYaName                                                                             | 2021 | Wolf Haley               |
| Juggernaut                                                                            | 2021 | Wolf Haley               |
| Corso                                                                                 | 2021 | Wolf Haley               |
| Lemonhead                                                                             | 2021 | Wolf Haley               |
| Dogtooth                                                                              | 2023 | Wolf Haley               |
| Sorry Not Sorry                                                                       | 2023 | Wolf Haley               |
| Wharf Talk                                                                            | 2023 | Wolf Haley               |
| Heaven To Me                                                                          | 2023 | Wolf Haley               |
| St. Chroma                                                                            | 2024 | Wolf Haley               |
| Noid                                                                                  | 2024 | Wolf Haley               |
| Thought I Was Dead                                                                    | 2024 | Wolf Haley               |

### Közreműködőként
| Cím                                                                                    | Év   | Rendező(k)      |
| -------------------------------------------------------------------------------------- | ---- | --------------- |
| Trouble on My Mind (Pusha T; Tyler, the Creator közreműködésével)                      | 2011 | Jason Goldwatch |
| Martians vs. Goblins (Game; Lil Wayne és Tyler, the Creator közreműködésével)          | 2011 | Matt Alonzo     |
| Whoa (Earl Sweatshirt; Tyler, the Creator közreműködésével)                            | 2013 | Wolf Haley      |
| Special Affair/Curse (The Internet; Steve Lacy és Tyler, the Creator közreműködésével) | 2016 | unknown         |
| U Say (GoldLink; Tyler, the Creator és Jay Prince közreműködésével)                    | 2019 | Santi           |
| Castaway (Yuna; Tyler, the Creator közreműködésével)                                   | 2019 | Adam Sinclair   |